# Miejski Zakład Komunikacyjny w Żywcu

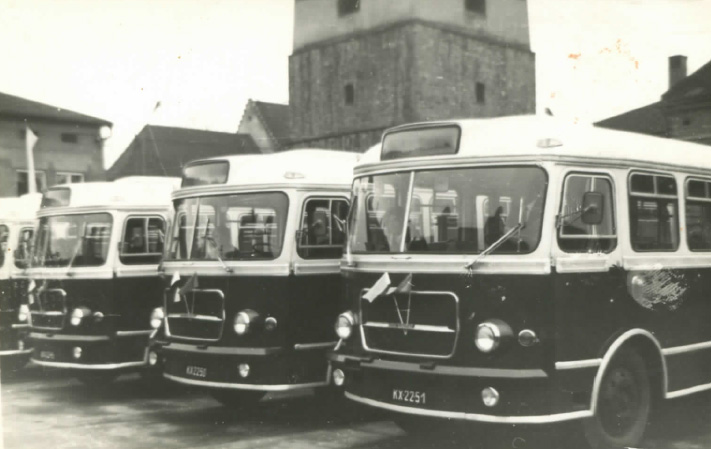
Uroczystość uruchomienia komunikacji miejskiej w Żywcu 1 kwietnia 1971

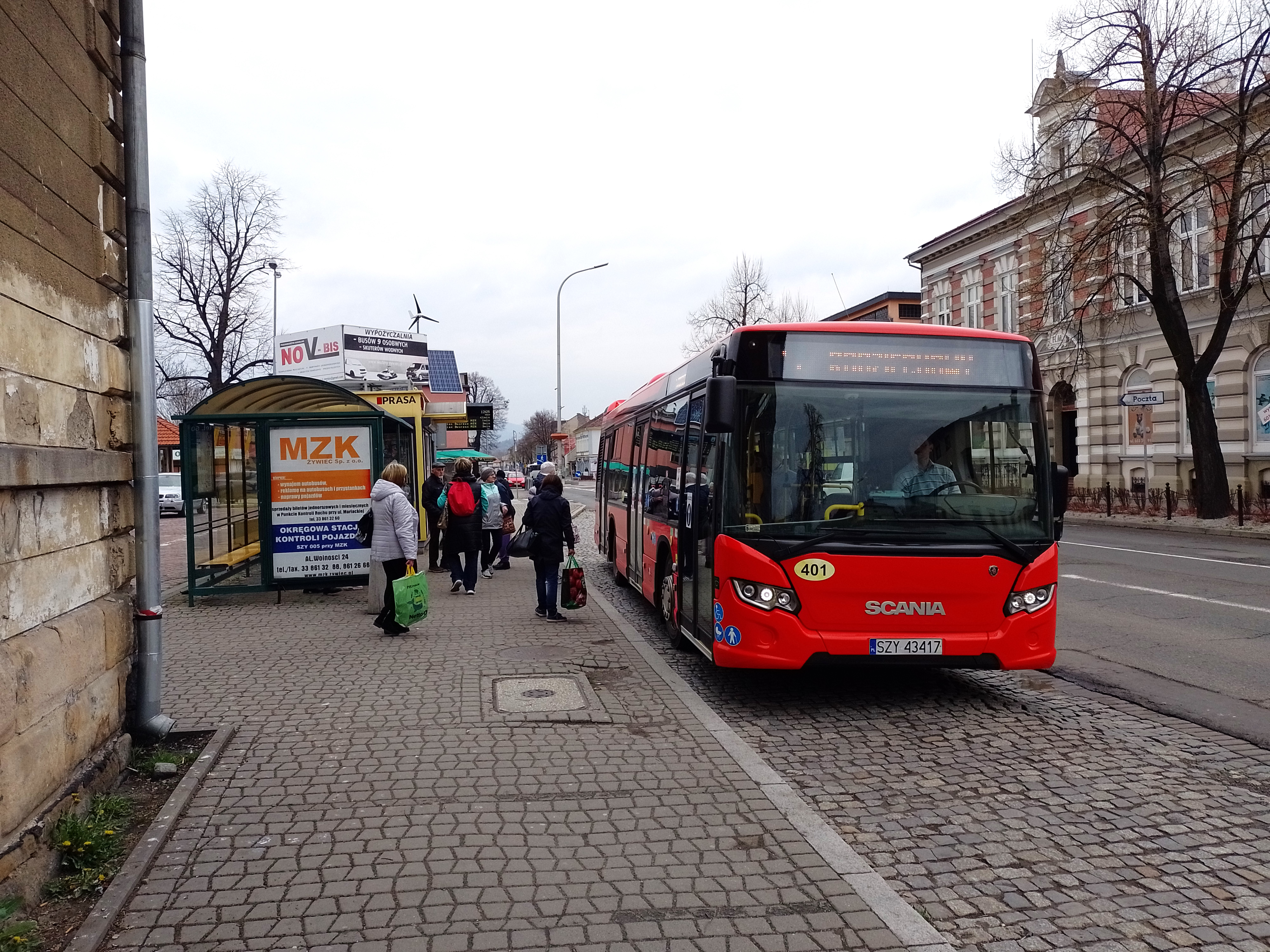
Autobus MZK Żywiec na ulicy Dworcowej

MZK w Żywcu powstało 1 kwietnia 1971 roku, funkcjonuje jako spółka z o.o. W okresie istnienia komunikacji miejskiej zmieniano wielokrotnie przebieg linii autobusowych. Siedziba MZK Żywiec znajduje się przy al. Wolności 24, koło wjazdu na „most Widzyka” na Sole od strony Śródmieścia.

## Historia
Projekt uruchomienia komunikacji miejskiej na terenie Żywca powstał w latach 60. XX wieku na zlecenie Miejskiego Przedsiębiorstwa Gospodarki Komunalnej i został opracowany przez specjalistów w tym zakresie z Krakowa, Tarnowa i Warszawy. Uruchomienie przewozów było planowane na 1968, jednak nie doszło ono do skutku z powodu braków taborowych.
Zgodę na uruchomienie komunikacji miejskiej w Żywcu wyraził ówczesny minister gospodarki komunalnej decyzją z dnia 26 października 1970, który przydzielił miastu 5 autobusów marki „San” model H100B, niezbędnych do uruchomienia pierwszej linii komunikacyjnej. 
Zakład Komunikacji Miejskiej w Żywcu rozpoczął swoją działalność 1 kwietnia 1971. Tego dnia na żywieckim Rynku odbyło się uroczyste przekazanie pięciu Sanów. Po uroczystościach oficjalnych autobusy wykonały pierwszy kurs na trasie Browar – Świnna, przewożąc pasażerów za darmo. Organizacyjnie Zakład Komunikacji Miejskiej podlegał Miejskiemu Przedsiębiorstwu Gospodarki Komunalnej, któremu dyrektorował wówczas Bolesław Twardowski. Pierwszym kierownikiem ZKM został Józef Salachna. Początkowo Zakład Komunikacji Miejskiej prowadził działalność na jednej linii Browar – Świnna. Później uruchomiono dalsze: nr 2 Dworzec PKP – Trzebinia, nr 3 Sporysz – Sienna oraz nr 4 Dworzec PKP – Oczków. Zatrudniał w tym czasie około 30 osób, przewożąc w 1971 r. 2,5 mln osób, w 1972 r. 3,8 mln, a w 1973 r. 5,0 mln.
1 lipca 1975 roku ZKM w Żywcu został wyłączony z miejskiego Przedsiębiorstwa Gospodarki Komunalnej i jako Zakład nr 3 wszedł w skład nowo powstałego Wojewódzkiego Przedsiębiorstwa Komunikacyjnego w Bielsku-Białej, utworzonego z połączenia ZKM Żywiec, MPK Bielsko-Biała, MZK Oświęcim i oraz nowego Zakładu nr 4 w Kętach.
Działalność Zakładu nr 3 w Żywcu od początku jego istnienia opierała się na połączeniach miasto-strefa podmiejska. Autobusy WPK kursowały wówczas do Radziechów, Siennej, Łodygowic, Oczkowa i dzielnicy Sporysza, a także do Świnnej i Trzebini. Niemal wszystkie linie Zakładu prowadziły przez Rynek – centralny punkt miasta.
W 1976 przy Alei Wolności została uruchomiona baza dla autobusów komunikacji miejskiej.
W roku 1977 Zakład nr 3 obsługiwał 6 linii. Do najbardziej popularnych należały linie nr 1 (Świnna – Osiedle PKWN) oraz 5 (Rynek – Radziechowy). W końcu lat 70. XX wieku w skład taboru przedsiębiorstwa weszły autobusy Autosan H9 35.
W 1982 nastąpiło odłączenie się zakładów komunikacyjnych z Oświęcimia i Kęt od MPK Bielsko-Biała, w związku z czym ZKM w Żywcu stał się wówczas Zakładem nr 2 bielskiego MPK. 
Rok 1986 był rekordowym w zakresie liczby przewiezionych pasażerów, zakład nr 2 obsłużył wtedy ok. 13 mln osób, a kursy niektóre realizowane były przez dwa lub trzy autobusy jednocześnie. W okresie tym zaczęto obsługę linii autobusami Jelcz PR110 oraz Jelcz M11. W końcu lat 80. XX wieku uruchomiono kursy do Czernichowa.
Ostateczny podział zakładu bielskiego i żywieckiego nastąpił w 1990 roku, po wprowadzeniu nowego samorządu terytorialnego.
Od 1992 do taboru przedsiębiorstwa zaczęły być wprowadzane pojazdy wyprodukowane przez Dansk Automobil Byggeri (DAB). W okresie rozpoczęto również obsługę miejscowości Brzuśnik, Kalna oraz Przybędza. W późniejszych latach zakupione zostały autobusy marki Neoplan. W 1997 MZK obłożyło około 11 milionów pasażerów.
W 1998 roku uruchomiono pętlę (dworzec MZK) przy ul. Browarnej, nieopodal kaplicy św. Floriana. W roku 2001 istniało 13 linii komunikacji miejskiej. Autobusy docierały również do Przybędzy, Międzybrodzia Żywieckiego i Międzybrodzia Bialskiego. 
W pierwszych latach XXI wieku zakład obsługiwał 16 linii, posiadających w sumie 189 kilometrów długości, prowadząc na nich 266 kursów w dni robocze oraz 156 w dni wolne. 1 stycznia 2002 MZK Żywiec stało się spółką z ograniczoną odpowiedzialnością, a niedługo po tym rozpoczęto kursowanie do Pietrzykowic.
W 2004 zainaugurowano obsługę linii przez autobusy marki Solaris. W tym samym roku uruchomiona została linia do Rychwałdu, natomiast 1 września 2009 – linia nr 10 do Bystrej. 1 września 2017 otwarto linię nr 18 do dzielnicy Podlesie.
W 2020 roku przedłużono trasę linii nr 1, która miała dojeżdżać do Pewli Ślemieńskiej. Nowy rozkład miał zostać wprowadzony od maja, jednak ze względu na ograniczenia komunikacji w związku z pandemią COVID-19 pierwszy kurs nową trasą miał miejsce 3 sierpnia 2020.
Według stanu na 2024 tabor MZK Żywiec stanowi 39 autobusów, z których 100% to pojazdy niskopodłogowe. Zakład wykonuje 259 kursów w dni robocze, 137 w soboty i 107 w niedziele i święta na 18 liniach, których łączna długość wynosi 259 km. 15 linii wykracza poza granice miasta obsługując miejscowości w pobliskich gminach: Czernichów, Lipowa, Łodygowice, Świnna, Gilowice i Radziechowy-Wieprz.

## Tabor

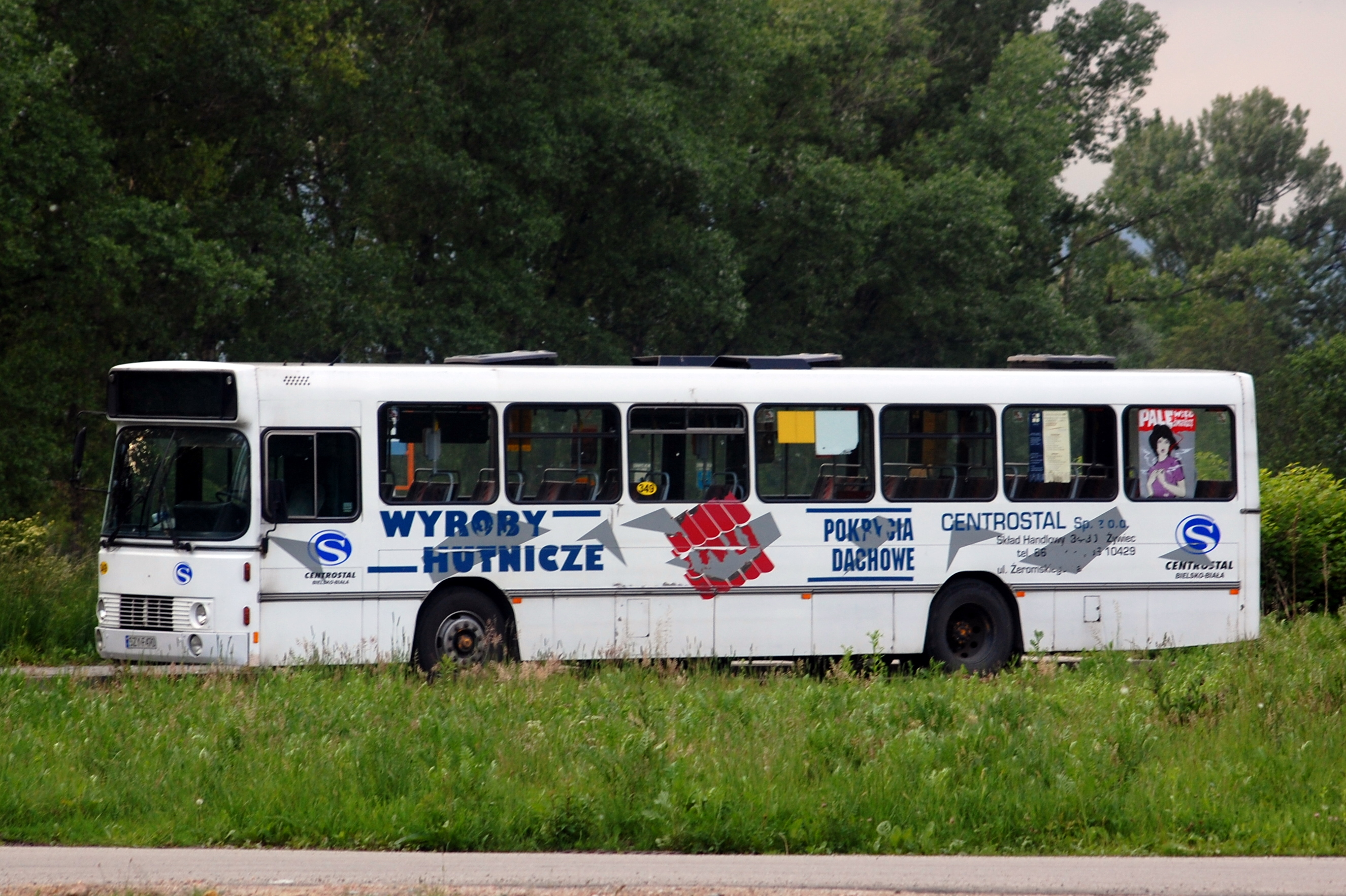
Autobus MZK Żywiec na pętli „Osiedle Kochanowskiego”

| Stan na 2020 rok                |                         |        |
| Typ autobusu                    | przewóz osób na wózkach | Liczba |
| DAB 12-1200B                    |                         | 1      |
| Isuzu Novociti Life             | przewóz osób na wózkach | 1      |
| Neoplan N4411                   | przewóz osób na wózkach | 4      |
| Scania Citywide CN280UB 10,9 LF | przewóz osób na wózkach | 2      |
| Solaris Alpino 8,9 LE           | przewóz osób na wózkach | 7      |
| Solaris Urbino 10               | przewóz osób na wózkach | 3      |
| Solaris Urbino 10,5             | przewóz osób na wózkach | 3      |
| Solaris Urbino 12               | przewóz osób na wózkach | 15     |

- razem – 36
- autobusy niskopodłogowe – 97%